# 順豊航空

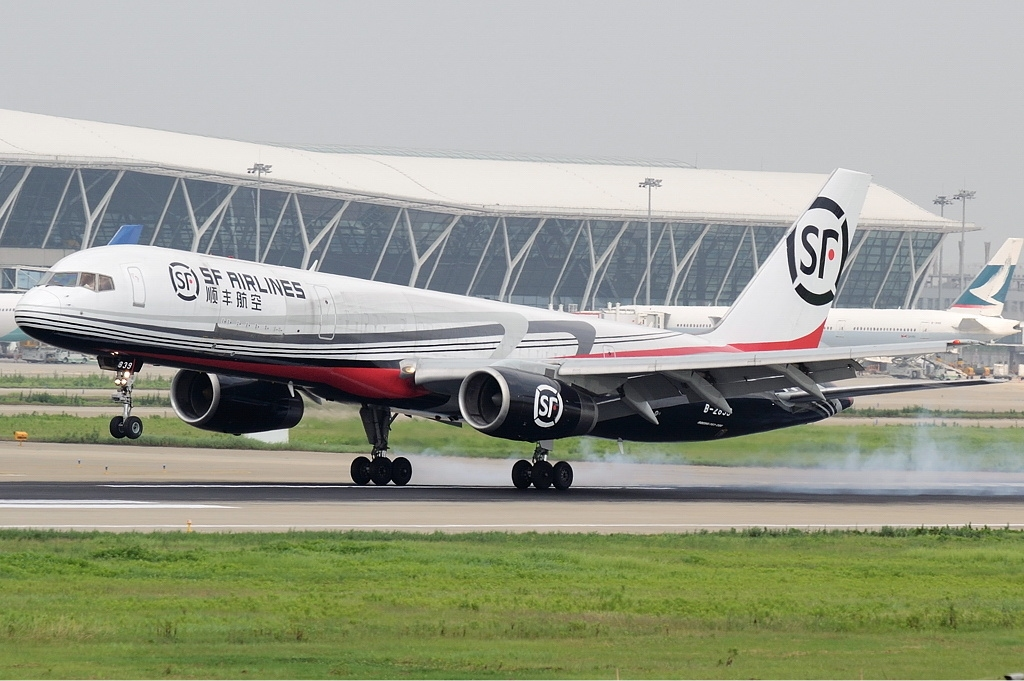
順豊航空ボーイング757-200F型飛行機

順豊航空（じゅんほうこうくう、簡体字: 顺丰航空; 繁体字: 順豐航空）、SFエアラインズ（英語: SF Airlines）は、中国の民営宅配便貨物航空会社、同国民営物流会社順豊エクスプレスの子会社である。深圳宝安国際空港を経営基地として、国内と国際航空貨物運輸業務及び関連サービス業務を経営する。
2009年に創業され、本部を広東省深圳市として、深圳市泰海投資有限会社と順豊エクスプレスが共同出資して設立した。

## 日本との関わり
2021年9月、日本航空と提携した上で同月から西安咸陽国際空港＝成田国際空港間で貨物便を就航している。
2022年7月28日、日本の国土交通省より外国人国際航空運送事業の経営許可を取得。深圳宝安国際空港＝関西国際空港間に貨物便を週4往復運航、西安＝成田間に貨物便を週1往復運航をそれぞれ行っている。
2023年2月21日、東京の上野動物園で飼育していたジャイアントパンダのシャンシャン（香香）を中国に返還するため、阪急阪神エクスプレスによる手配で成田空港から成都双流国際空港の輸送を本航空のチャーター便（CSS7564便B767-304(ER)(BCF) B-20AV)が担当した。
2024年9月29日、東京の上野動物園で飼育していたジャイアントパンダのリーリーとシンシンを中国に返還するため、阪急阪神エクスプレスによる手配で成田空港から成都双流国際空港の輸送を本航空のチャーター便（CSS234/O3234便 B757-28A(PCF) B-7689)が担当した
2025年6月28日、和歌山のアドベンチャーワールドで飼育されていたパンダ4頭の良浜、彩浜、楓浜、結浜を中国へ返還するため、関西国際空港から成都双流国際空港の輸送を本航空のチャーター便が担当した。。

## 保有機材

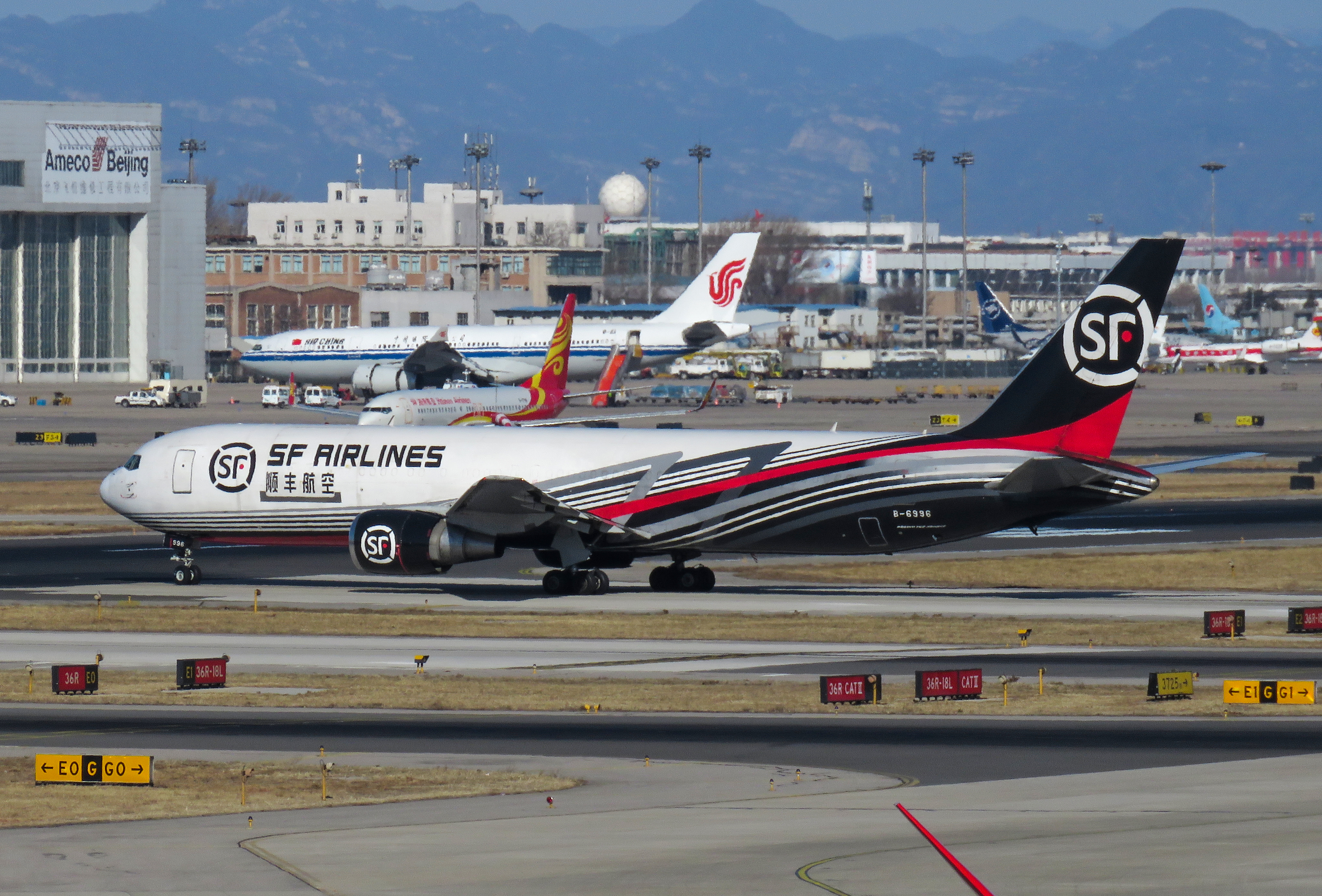
ボーイング767-300ER(BCF)

| 機材                    | 保有数 | 発注数 | 備考 |
| ----------------------- | ------ | ------ | ---- |
| ボーイング737-300SF     | 14     |        |      |
| ボーイング737-400SF     | 3      |        |      |
| ボーイング747-400ERF    | 3      |        |      |
| ボーイング757-200PCF    | 42     |        |      |
| ボーイング767-300ER/BCF | 21     |        |      |
| 計                      | 83     |        |      |

2023年8月現在